# Esami per la vita
Esami per la vita (The Paper Chase) è un film del 1973 diretto da James Bridges.

## Trama
Uno studente si innamora della figlia di un professore

## Riconoscimenti
- 1974 - Premio Oscar
  - Miglior attore non protagonista a John Houseman
  - Candidatura Migliore sceneggiatura non originale a James Bridges
  - Candidatura Miglior sonoro a Donald O. Mitchell e Larry Jost
- 1974 - Golden Globe
  - Miglior attore non protagonista a John Houseman
- 1973 - National Board of Review Award
  - Miglior attore non protagonista a John Houseman